# ワズィール

オスマン朝のワズィールの紋章

ワズィール（アラビア語: وزير、アラビア語ラテン翻字: Wazīr）は、イスラーム王朝における「宰相」「大臣」などを意味するアラビア語。行政長官として書記官僚（カーティブ）集団を統率した。
近世ペルシア語ではワジーレ（ペルシア語: وزیر、ペルシア語ラテン翻字: vazīr）、トルコ語ではヴェジール（vezīr）であらわす。ジョージア語ではヴァジリ（ვაზირი）あるいはヴェジリ（ვეზირი）。ヨーロッパ地域ではトルコ語が変化してヴェズィール（Vizier）と称された。アラビア語の動詞ワザラ（وزر wazara、「重荷を負う」の意）に語源をもとめ、「重責を負うもの」という原義をもつものと解釈する説もあるが、中世ペルシア語のウィチル（vičir）（判決・判官）に語源を求める説もある。

## 概要
ウマイヤ朝時代以前には存在せず、アッバース朝時代に入ってから任命されるようになった。11世紀前期のイスラーム法学者アル＝マーワルディーは、ワズィールには無制限の権限を持つものと権限に制限を受けるものがあると指摘している。後者の形式がワズィールの初期の形であり、当初は単なるカリフの私的秘書官あるいは相談役・補佐役に過ぎなかったが、アッバース朝の官僚システムが肥大・複雑化した9世紀頃から、文官を指揮する責任者としての権限を拡大し、カリフの名において官吏を任免して諸官庁の監督し、ハラージュ地および私領地からの徴税、最高裁判所の判事などの業務を担当するようになり、前者の性格を持つウィザーラ・アッ＝タフィーズ（Wizāra al-Tafīz）（大執政）と呼ばれるようになった。これはフランク王国における宮宰に相当するものであった。ただし、後者の系統を引き、皇子や将軍などに仕える書記官僚の筆頭としてのワズィールも依然として存在した。ワズィールの職務は行政全般に関する高度な知識を必要とするため、特定の家系が同職を排他的に独占しようとする傾向も見られたが、政治的な争いに巻き込まれることも多く、長期政権を維持した例は少ない。これはワズィールが国制上地位ではなく、カリフの個人的な信任を背景としていることに大きな要因があり、カリフの信頼を失えばたちまち失脚した。これは同様にカリフを補佐したハージブ（侍従）やライース・アル＝ジャイシュ（大将軍）などとも共通している。更に10世紀中期のカリフ・アッ＝ラーディーの時代にアミール・アル・ウマラー（アラビア語: أمير الأمراء Amīr al-Umarāʾ）（大執政）が台頭してワズィールの権限を奪った。更に各地に軍事政権が樹立されるようになると、おのおのの文官の統率者・執政官をワズィールと称した（ただし、ファーティマ朝後期のように軍人のワズィールも存在した事例がある）。その後、セルジューク朝の支援を受けたアッバース朝においてワズィールが実権を回復させるものの、カリフの没落とともにその地位の実質も喪失した。その後、イスラーム世界を支配したオスマン朝でも14世紀前期以後にワズィールが設置されたが、最大定員は7名までとされて、筆頭である大宰相をウル・ヴェジール（Ulu Wezīr）、その他の執政をクッベ・ヴェジール（Qubbe Wezīr）と呼んで区別した。